# Hyalella thomseni
Hyalella thomseni is een vlokreeftensoort uit de familie van de Hyalellidae. De wetenschappelijke naam van de soort is voor het eerst geldig gepubliceerd in 1928 door Brehm.